# 玖寶
玖寶（英語：Savvy Nine，來港前稱Insandi），是一匹曾在法國和香港出賽的已退役賽駒，來港後練馬師早期是約翰摩亞，後期是韋達。

## 簡介
最初由柏利時訓練的「玖寶」於2018年7月4日在多維爾馬場初次出賽，在柏兆雷胯下一出即勝，隨後角逐兩歲馬三級賽橡樹錦標屈居亞軍，2019年易主並轉投郗國思，再於同年被轉售予許晉亨伉儷，並加盟約翰摩亞馬房。
2019年12月15日，「玖寶」於香港首次出賽。
2020年7月15日，隨着練馬師約翰摩亞年屆七十，不獲香港賽馬會延續其練馬師牌照，「玖寶」從約翰摩亞馬房轉投韋達馬房。
2021年1月6日，蘇銘倫策騎「玖寶」勝出國際三級賽一月盃，打開其在港的勝利之門。賽後，蘇銘倫説道：「我相當高興，我已有一段長時間未有騎負如此輕磅的馬。」他續說：「馬兒演出優異，上仗在國際騎師錦標賽後，已致電韋達表示此駒下仗會續有好表現，但當時韋達卻説，他不認為我可以造此磅位出賽。我隨即向他表示，我會努力造磅，而造到此磅位，過程中亦帶點艱辛，可幸最終坐騎能全力以赴，而能為韋達勝出漂亮的一仗，我亦感到高興。」練馬師韋達説：「上仗莫雅跑完下馬後便表示他們欠了一點兒運氣，在關鍵時刻未能如願發力上前。今晚我未有給予蘇銘倫任何策騎指示，只向他表示盡量利用在這條跑道上的取位優勢，於合適的時間上前，結果他真的能做到，馬兒在他的發揮下亦走得順暢。馬兒能取勝確是實至名歸，牠已多次交出具威脅的走得接近，今仗亦表現出色。」
2022年2月20日，蔡明紹策騎「玖寶」出戰國際一級賽香港金盃，僅負於「將王」，取得第二名。
2023年6月1日，「玖寶」被獸醫發現左後腿不良於行，並於6月7日宣告退役，正式結束其競賽生涯。

## 在港勝出賽事全紀錄
| 比賽日期   | 賽事名稱       | 賽事班次 | 賽道 | 賽事路程 | 比賽馬場   | 名次 | 完成時間 | 騎師   |
| ---------- | -------------- | -------- | ---- | -------- | ---------- | ---- | -------- | ------ |
| 06/01/2021 | 一月盃（讓賽） | G3       | 草地 | 1800米   | 跑馬地馬場 | 1    | 1:48.86  | 蘇銘倫 |

## 在港一級賽出賽全紀錄
| 比賽日期   | 賽事名稱         | 賽事班次 | 賽道 | 賽事路程 | 比賽馬場 | 名次 | 完成時間 | 騎師   |
| ---------- | ---------------- | -------- | ---- | -------- | -------- | ---- | -------- | ------ |
| 24/05/2020 | 渣打冠軍暨遮打盃 | G1       | 草地 | 2400米   | 沙田馬場 | 4    | 2:26.89  | 莫雷拉 |
| 20/02/2022 | 花旗銀行香港金盃 | G1       | 草地 | 2000米   | 沙田馬場 | 2    | 2.04.79  | 蔡明紹 |
| 24/04/2022 | 富衛保險女皇盃   | G1       | 草地 | 2000米   | 沙田馬場 | 10   | 2.01.30  | 蔡明紹 |
| 11/12/2022 | 浪琴香港盃       | G1       | 草地 | 2000米   | 沙田馬場 | 12   | 2:03.10  | 田泰安 |

## 在港以外大賽出賽全紀錄
| 比賽日期   | 賽事名稱 | 賽事班次 | 賽道 | 賽事路程 | 比賽馬場   | 名次 | 完成時間 | 騎師   |
| ---------- | -------- | -------- | ---- | -------- | ---------- | ---- | -------- | ------ |
| 09/09/2018 | 橡樹錦標 | G3       | 草地 | 1600米   | 隆尚馬場   | 2    | —        | 柏兆雷 |
| 06/05/2019 | 傑時錦標 | G3       | 草地 | 1800米   | 尚蒂伊馬場 | 3    | —        | 杜俊誠 |

## 外部連結
- . 2021-01-07  [2021-01-07]. （原始内容存档于2021-01-11）.